# Hysterocrates crassipes
Hysterocrates crassipes é uma espécie de aranha pertencente à família Theraphosidae (tarântulas).